# Nitidúlids
Els nitidúlids (Nitidulidae) són una família de coleòpters polífags de la superfamília dels cucujoïdeus, de petita mida i color foscos. Conté uns 350 gèneres i 4500 espècies.

## Característiques
Els nitidúlids són de mida petita, 2–6 mm, ovalats, oblongs o aplanats, generalment són de color fosc; alguns tenen bandes o taques vermelles o grogues. Les seves antenes estan engruixides a la punta. S'alimenten principalment de matèria vegetal en descomposició, fruits sobremadurats i saba. Unes poques espècies són plagues. Altres són pol·linitzadors d'algunes plantes de la família Annonaceae que inclou la xirimoia i plantes de la família Stangeriaceae. Uns pocs són depredadors.

## Subfamílies i gèneres
- Subfamília Calonecrinae Kirejtshuk, 1982
- Subfamília Carpophilinae Erichson, 1842
  - Carpophilus Stephens, 1830
  - Epuraea Erichson, 1843
- Subfamília Cillaeinae Kirejtshuk & Audisio, 1986
  - Cillaeopeplus Sharp, 1908
- Subfamília Cryptarchinae Thomson, 1859
  - Cryptarcha Shuckard, 1839
  - Glischrochilus Reitter, 1873
  - Pityophagus Shuckard, 1839
- Subfamília Cybocephalinae Jacquelin du Val, 1858
  - Cybocephalus Erichson, 1844
  - Pastillus Endrödy-Younga, 1962
- Subfamily Meligethinae Thomson, 1859
  - Meligethes Stephens, 1830
  - Pria Stephens, 1830
- Subfamília Nitidulinae Latreille, 1802
  - Amphotis Erichson, 1843
  - Cychramus Kugelann, 1794
  - Cyllodes Erichson, 1843
  - Ipidia Erichson, 1843
  - Nitidula Fabricius, 1775
  - Omosita Erichson, 1843
  - Physoronia Reitter, 1884
  - Pocadius Erichson, 1843
  - Soronia Erichson, 1843
  - Thalycra Erichson, 1843
  - Tumida
- incertae sedis
  - Apetinus
  - Conotelus
  - Cyrtostolus
  - Eunitidula
  - Eupetinus
  - Gonioryctus
  - Goniothorax
  - Haptoncus
  - Kateretes
  - Nesapterus
  - Nesopetinus
  - Notopeplus
  - Orthostolus
  - Stelidota
  - Urophorus